# Amanda Schull

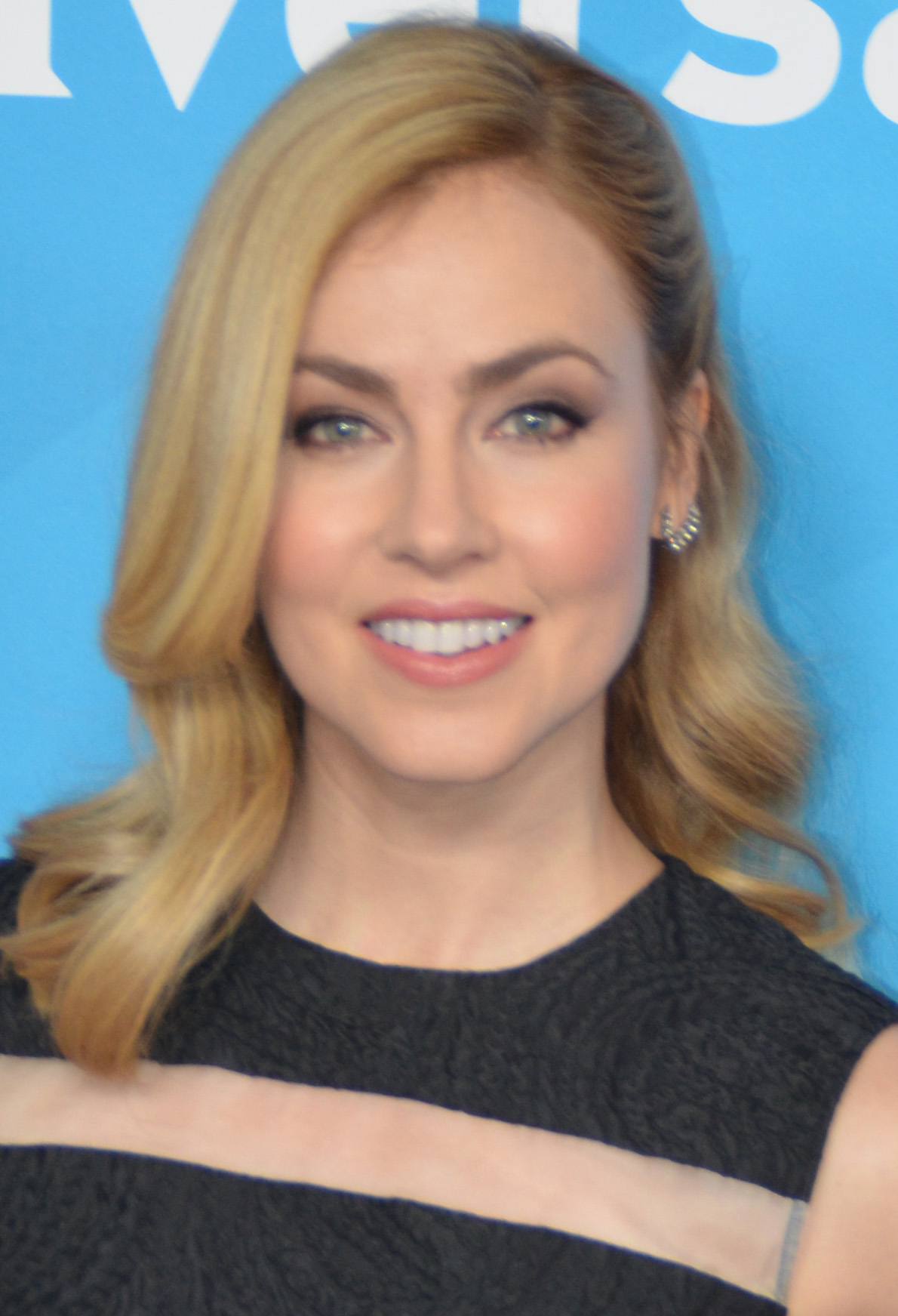
Amanda Schull (2015)

Amanda Schull (* 26. August 1978 in Honolulu, Hawaii) ist eine US-amerikanische Schauspielerin.

## Leben und Karriere
Schull wurde 2000 durch ihre Rolle als Jodie Sawyer in dem Film Center Stage bekannt. Außerdem ist sie Balletttänzerin und war von 2000 bis 2006 Mitglied im San Francisco Ballet. Ihre Mutter, Susan Schull, ist gegenwärtig Präsidentin von Ballet Hawaii. Es folgten Gastrollen in Ghost Whisperer – Stimmen aus dem Jenseits als Emily Harris, in Cold Case – Kein Opfer ist je vergessen als Allison „Ally“ Thurston, in Lie to Me als Phoebe Headling, sowie in Bones – Die Knochenjägerin als Neviah Larkin. 2009 spielte sie in Maos letzter Tänzer die Rolle der Elizabeth Mackey und bis 2010 war sie in der Dramaserie One Tree Hill als Sara Evans bzw. Katie Ryan zu sehen. Seitdem hatte sie einige Gastrollen wie in Two and a Half Men, Psych, Grimm oder Nikita und bis 2013 eine wiederkehrende Nebenrolle als Meredith Sorenson in der Mysteryserie Pretty Little Liars. Ab 2013 spielte sie als Katrina Bennett in der Anwaltserie Suits zunächst eine Nebenrolle, und war ab der achten Staffel in einer Hauptrolle zu sehen.

## Filmografie (Auswahl)
- 2000: Center Stage
- 2007: Women on Top
- 2008: The Cleaner (Fernsehserie, Folge 1x12)
- 2008: Cold Case – Kein Opfer ist je vergessen (Cold Case, Fernsehserie, Folge 6x11)
- 2009: Ghost Whisperer – Stimmen aus dem Jenseits (Ghost Whisperer, Fernsehserie, Folge 4x15)
- 2009: Lie to Me (Fernsehserie, Folge 1x04)
- 2009: Maos letzter Tänzer (Mao’s Last Dancer)
- 2009: Sorority Wars (Fernsehfilm)
- 2009–2010: One Tree Hill (Fernsehserie, 12 Folgen)
- 2010: Bones – Die Knochenjägerin (Bones, Fernsehserie, Folge 5x14)
- 2010–2013: Pretty Little Liars (Fernsehserie, 7 Folgen)
- 2011: Hawaii Five-0 (Fernsehserie, Folge 1x14)
- 2011: Castle (Fernsehserie, Folge 3x23 Ganz schön tot)
- 2011: J. Edgar
- 2011: Two and a Half Men (Fernsehserie, Folge 9x08)
- 2012: One Tree Hill: Always & Forever (Fernsehfilm)
- 2012: Psych (Fernsehserie, Folge 6x16)
- 2012: Grimm (Fernsehserie, Folge 1x20)
- 2012: The Mentalist (Fernsehserie, Folge 4x23)
- 2012: Imaginary Friend (Fernsehfilm)
- 2012: Vegas (Fernsehserie, Folge 1x02)
- 2013: Nikita (Fernsehserie, Folge 3x11)
- 2013: Hunt for the Labyrinth Killer (Fernsehfilm)
- 2013: The Arrangement (Fernsehfilm)
- 2013–2019: Suits (Fernsehserie, 48 Folgen)
- 2014: Suburgatory (Fernsehserie, Folge 3x09)
- 2014: Betrayed (Fernsehfilm)
- 2015–2018: 12 Monkeys (Fernsehserie, 47 Folgen)
- 2016: Murder in the First (Fernsehserie, 6 Folgen)
- 2016: Rage – Tage der Vergeltung (I Am Wrath)
- 2017: Devil’s Gate – Pforte zur Hölle (Devil’s Gate)
- 2018: Love, Once and Always (Fernsehfilm)
- 2019: Romance Retreat
- 2020: MacGyver (Fernsehserie, Folge 4x06)
- 2020: Der Weihnachtswunsch des Jahres (Project Christmas Wish, Fernsehfilm)
- 2021: One Summer (Fernsehfilm)
- 2022: Navy CIS (NCIS, Fernsehserie, Folge 19x10)
- 2022: Marry Go Round (Fernsehfilm)
- 2022: The Recruit (Fernsehserie, 2 Folgen)
- 2023: 9-1-1: Lone Star (Fernsehserie)
- 2023: The Blessing Bracelet (Fernsehfilm)
- 2024: Family Practice Mysteries – Coming Home (Fernsehfilm)